# Miles Davis at The Blackhawk, San Francisco
Miles Davis at The Blackhawk, San Francisco est un double-album de jazz enregistré en public en 1961.

## Titres

### Vol.1
| Piste | Titre du morceau     | Composé par            | Durée |
| ----- | -------------------- | ---------------------- | ----- |
| 1.    | Walkin'              | R. Carpenter           | 14:23 |
| 2.    | Bye bye blackbird    | M. Dixon, R. Henderson | 9:53  |
| 3.    | All of You           | Cole Porter            | 15:43 |
| 4.    | No Blues             | M. Davis               | 8:53  |
| 5.    | Bye Bye (Theme)      | M. Davis               | 2:45  |
| 6.    | Love, I've Found You | C. Moore, D. Small     | 1:54  |
| 7.    | Well You Needn't     | Thelonious Monk        | 8:15  |

### Vol.2
| Piste | Titre du morceau | Composé par                      | Durée |
| ----- | ---------------- | -------------------------------- | ----- |
| 1.    | Fran-Dance       | M. Davis                         | 7:40  |
| 2.    | So what          | M. Davis                         | 12:41 |
| 3.    | Oleo             | Sonny Rollins                    | 5:19  |
| 4.    | If I Were A Bell | F. Loesser                       | 10:59 |
| 5.    | Neo              | M. Davis                         | 12:42 |
| 6.    | 'Round Midnight  | B.Hanighen, C. Williams, T. Monk | 7:43  |

## Musiciens
- Miles Davis, trompette
- Hank Mobley, saxophone (sauf "All of You")
- Wynton Kelly, piano; piano solo sur "Love, I've Found You"
- Paul Chambers, basse
- Jimmy Cobb, batterie

## Liens
- Ressources relatives à la musique :   - Discogs
  - MusicBrainz (groupes de sorties)
- (en) « In Person Friday Night at the Blackhawk » (fiche album), sur AllMusic
- (en) « In Person Saturday Night at the Blackhawk, Vol. 2 » (fiche album), sur AllMusic
- (en) « In Person Friday Night at the Blackhawk, Complete, Vol. 1 » (fiche album), sur AllMusic
- (en) « In Person Saturday Night at the Blackhawk, Complete, Vol. 2 » (fiche album), sur AllMusic